# مربع کامل
در ریاضیات، مربع کامل (به انگلیسی: Square number) عددی حسابی است که به صورت مجذور (توان دوم) یک عدد طبیعی (در برخی منابع عدد صحیح ذکر می‌شود) باشد، یا به عبارتی بتوان آن را به صورت ضرب یک عدد طبیعی در خودش نوشت. به‌طور مثال عدد ۲۵ یک مربع کامل است چون می‌توان آن را به صورت ۵×۵ نوشت. مربع کامل غیر منفی است و روش دیگر تعریف آن این است که بگوییم ریشه دوم (مثبت) آن عددی صحیح باشد، مثلاً {\displaystyle {\sqrt {9}}=3} می‌باشد، پس ۹ یک مربع کامل است. این اعداد خاصیت‌های جالبی دارند از جمله اینکه تعداد مقسوم علیه‌های (شمارنده‌های) این اعداد فرد است؛ بنابراین یکی از راه‌های تشخیص این اعداد همین نکته است. نکته دیگر اینکه حاصل جمع اعداد فرد متوالی مربع کامل است، یعنی:
۱=۱
۱+۳=۴
۱+۳+۵=۹
۱+۳+۵+۷=۱۶
۱+۳+۵+۷+۹=۲۵
اگر مربع عدد زوج یا مربع عدد فرد را بر ۴ تقسیم کنیم باقی مانده ۰ یا ۱ می‌شود.
مربع کامل بر ۰/۱/۴/۵/۶بخش پذیراست

## مثال
۵۰ مربع کامل طبیعی نخست: (در برخی موارد ۰ هم مربع کامل محسوب می‌شود)
۱۲ = ۱
۲۲ = ۴
۳۲ = ۹
۴۲ = ۱۶
۵۲ = ۲۵
۶۲ = ۳۶
۷۲ = ۴۹
۸۲ = ۶۴
۹۲ = ۸۱
۱۰۲ = ۱۰۰
۱۱۲ = ۱۲۱
۱۲۲ = ۱۴۴
۱۳۲ = ۱۶۹
۱۴۲ = ۱۹۶
۱۵۲ = ۲۲۵
۱۶۲ = ۲۵۶
۱۷۲ = ۲۸۹
۱۸۲ = ۳۲۴
۱۹۲ = ۳۶۱
۲۰۲ = ۴۰۰
۲۱۲ = ۴۴۱
۲۲۲ = ۴۸۴
۲۳۲ = ۵۲۹
۲۴۲ = ۵۷۶
۲۵۲ = ۶۲۵
۲۶۲ = ۶۷۶
۲۷۲ = ۷۲۹
۲۸۲ = ۷۸۴
۲۹۲ = ۸۴۱
۳۰۲ = ۹۰۰
۳۱۲ = ۹۶۱
۳۲۲ = ۱۰۲۴
۳۳۲ = ۱۰۸۹
۳۴۲ = ۱۱۵۶
۳۵۲ = ۱۲۲۵
۳۶۲ = ۱۲۹۶
۳۷۲ = ۱۳۶۹
۳۸۲ = ۱۴۴۴
۳۹۲ = ۱۵۲۱
۴۰۲ = ۱۶۰۰
۴۱۲ = ۱۶۸۱
۴۲۲ = ۱۷۶۴
۴۳۲ = ۱۸۴۹
۴۴۲ = ۱۹۳۶
۴۵۲ = ۲۰۲۵
۴۶۲ = ۲۱۱۶
۴۷۲ = ۲۲۰۹
۴۸۲ = ۲۳۰۴
۴۹۲ = ۲۴۰۱
۵۰۲ = ۲۵۰۰
۷×۷=۴۹عدی که در خودش ضرب شود
مربع کامل بر ۰/۱/۴/۵/۶بخش پذیر است

## خواص
| m = ۱×۱ = ۱  |
| m = ۲×۲ = ۴  |
| m = ۳×۳ = ۹  |
| m = ۴×۴ = ۱۶ |
| m = ۵×۵ = ۲۵ |

## شناسایی با استفاده از تجزیه
برای این کار ابتدا عدد را تجزیه کرده و اگر شرایط زیر حاکم بود ان عدد مربع کامل است.
1. پایه‌ها اعداد اول باشند.
2. توان هر عدد اول زوج باشد. (صفر نیز نباشد)